# Jorja Fox

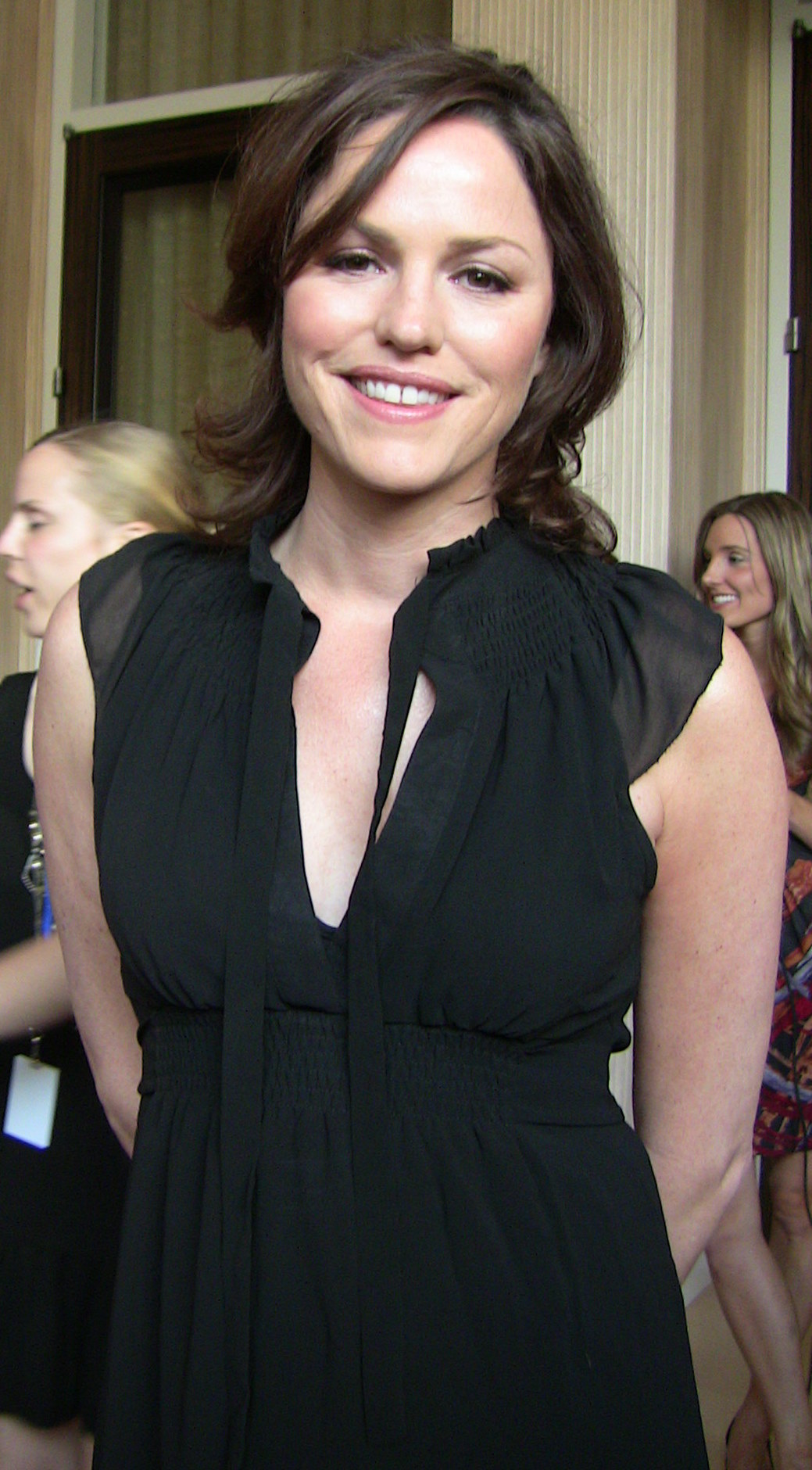
Jorja Fox (2009)

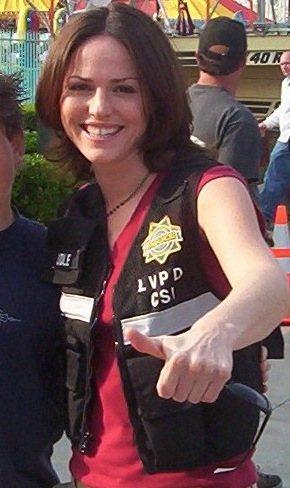
Fox bei Dreharbeiten zu CSI: Den Tätern auf der Spur

Jorja-An Fox (* 7. Juli 1968 in New York City) ist eine US-amerikanische Schauspielerin und Filmproduzentin.

## Biografie
Fox wuchs in Melbourne Beach, Florida auf, nachdem ihre Eltern, Marilyn (1927–1996) und Edward (* 1924), aus Montreal in die USA eingewandert waren. Sie hat einen älteren Bruder, Jeff.
Fox besuchte bereits zwei Jahre die Melbourne High School, als sie bei einem Modelwettbewerb entdeckt wurde. Nach dem Gewinn des Wettbewerbs zog sie nach New York, um eine Schauspielkarriere zu beginnen. Nachdem sie nur mäßigen Erfolg in Independentfilmen hatte, wurde sie zwischen 1996 und 1999 durch etliche Nebenrollenauftritte als lesbische Ärztin Dr. Maggie Doyle in der Fernsehserie Emergency Room – Die Notaufnahme bekannt. Sie nutzte ihre neue Bekanntheit und trat 1997 als Gaststar in einer Folge der Sitcom Ellen auf.
Später drehte Fox hauptsächlich Filme, wie beispielsweise Velocity Trap und The Hungry Bachelors Club. Sie trat 1999 in einigen Folgen der Fernsehserie The West Wing – Im Zentrum der Macht auf, in der auch Emily Procter von CSI: Miami dabei war. Von 2000 bis 2008 und von 2010 bis 2015 gehörte sie als Sara Sidle zur Stammbesetzung der ersten CSI-Serie CSI: Den Tätern auf der Spur.
Zusammen mit der Sängerin und Gitarristin Heather Grody gründete Fox die Produktionsfirma „Honey Pot“, die sich auf Theateraufführungen und Musicals spezialisiert hat.

## Filmografie (Auswahl)
Als Schauspielerin
- 1989: Einsamkeit und Mord (The Kill-Off)
- 1991: Happy Hell Night
- 1993: Law & Order (Fernsehserie, eine Episode)
- 1994: Schluß mit lustig (Dead Funny)
- 1995: Die Jerky Boys (The Jerky Boys)
- 1996–1999: Emergency Room – Die Notaufnahme (ER, Fernsehserie, 33 Episoden)
- 1997: Besucher aus dem Jenseits – Sie kommen bei Nacht (House of Frankenstein)
- 1997: Ellen (Episode Das Outing)
- 1999: 2149 – Kampf in der Todeszone (Velocity Trap)
- 1999: The Hungry Bachelors Club
- 2000: The West Wing – Im Zentrum der Macht (The West Wing, Fernsehserie, 5 Episoden)
- 2000: Memento
- 2000–2015: CSI: Den Tätern auf der Spur (CSI: Crime Scene Investigation, Fernsehserie, 295 Episoden)
- 2003: Down with the Joneses
- 2005: Next Exit
- 2010: Drop Dead Diva (Fernsehserie, eine Episode)
- 2011: 3 Weeks to Daytona
- 2015: CSI: Immortality (Fernsehfilm)
- 2019: 3022
- 2021: Sechzehn Stunden Ewigkeit (The Map of Tiny Perfect Things)
- 2021: CSI: Vegas (Fernsehserie, 10 Episoden)

Als Filmproduzentin
- 2012: How I Became an Elephant (Dokumentarfilm)
- 2013: Lion Ark (Dokumentarfilm)
- 2014: Extinction Soup (Dokumentarfilm)
- 2019: The Animal People (Dokumentarfilm)

## Videospiele
- 2003: CSI: Crime Scene Investigation (Stimme von Sara Sidle)
- 2004: CSI: Dark Motives (Stimme von Sara Sidle)

## Auszeichnungen/Nominierungen
Screen Actors Guild Awards
- 2002: Nominierung in der Kategorie Beste Darstellung eines Ensembles in einer Fernsehserie – Drama
- 2003: Nominierung in der Kategorie Beste Darstellung eines Ensembles in einer Fernsehserie – Drama
- 2004: Nominierung in der Kategorie Beste Darstellung eines Ensembles in einer Fernsehserie – Drama
- 2005: Screen Actors Guild Award in der Kategorie Beste Darstellung eines Ensembles in einer Fernsehserie – Drama